# Maktub
Maktub (en Hispanoamérica, Cambio de Planes) es una comedia dramática española protagonizada por Diego Peretti, Aitana Sánchez-Gijón, Goya Toledo, Andoni Hernández, Rosa María Sardà, Amparo Baró, Mariví Bilbao, Jorge García, Enrique Villén, Laura Natalia Esquivel, Oriol Tarrasón, Arón Piper, Sara Jiménez y Fátima Baeza. Escrita y dirigida por Paco Arango, estrenada el 16 de diciembre de 2011.
La película está inspirada en un joven de la isla de El Hierro (Canarias) de 15 años, Antonio González Valerón, enfermo de cáncer. El tema principal de la Banda sonora original, "Nuestra playa eres tú", está escrita e interpretada por los dos mejores amigos de Antonio, los raperos Patricio Martín Díaz (Don Patricio) y Borja Jiménez Mérida (Bejo), junto a la cantante y actriz Laura Esquivel.

## Sinopsis
Manolo (Diego Peretti) está en plena crisis de la mediana edad. Su matrimonio con Beatriz (Aitana Sánchez-Gijón) está al borde del caos, la rutina de su trabajo le resulta insoportable y la comunicación con sus dos hijos y con la vida misma es nefasta.
Sin embargo, el destino le lleva a cruzarse con Antonio (Andoni Hernández), un chico canario de 15 años enfermo de cáncer pero con una vitalidad muy contagiosa. A partir de entonces, su amistad con él, su madre (Goya Toledo), un divertido repartidor de comida (Jorge García) y una extravagante enfermera (Rosa María Sardà), entre otros, será el inicio de un sinfín de coincidencias que cambiarán su vida en un divertido y mágico cuento de Navidad fascinante.
Maktub es una palabra que, en árabe, significa "estaba escrito", y quiere transmitirnos que es "el destino" el que fija y marca ciertas conexiones con nuestra vida, nuestra alma y el Plan Divino.

## Reparto

### Reparto principal
- Diego Peretti - Manolo
- Andoni Hernández - Antonio
- Aitana Sánchez Gijón - Beatriz
- Goya Toledo - Mari Luz
- Amparo Baró - Merche
- Rosa María Sardá - Guadalupe
- Mariví Bilbao - Puri
- Enrique Villén - Raimundo
- Aníbal Tartalo - Jacinto
- Laura Esquivel - Linda
- Arón Piper - Iñaki
- Jorge García - carlitos"

## Localizaciones de rodaje
La película se rodó en Madrid y en las Islas Canarias.
El videoclip «Nuestra playa eres tú» se grabó en las costas de  Cádiz con Laura Esquivel, Andoni Hernández, El Crema & Bejotaeme.

## Premios y nominaciones
67.ª edición de las Medallas del Círculo de Escritores Cinematográficos
| Categoría               | Receptor(es) | Resultado |
| ----------------------- | ------------ | --------- |
| Mejor actriz secundaria | Goya Toledo  | Ganadora  |
| Director revelación     | Paco Arango  | Nominado  |

26.ª edición de los Premios Goya
| Categoría                                | Receptor                                                                                           | Resultado |
| ---------------------------------------- | -------------------------------------------------------------------------------------------------- | --------- |
| Premio Goya a la mejor dirección novel   | Paco Arango                                                                                        | Nominado  |
| Premio Goya a la mejor canción original  | «Nuestra Playa Eres Tú» (interpretada por Laura Esquivel, junto a Borja Jimenez y Patricio Martín) | Nominada  |
| Premio Goya a la mejor actriz de reparto | Goya Toledo                                                                                        | Nominada  |